# Neopets
Neopets es un sitio web gratuito de mascotas virtuales y minijuegos temáticos donde los usuarios, después de registrar una cuenta, pueden crear o adoptar entre uno a seis  de las 55 diferentes especies de mascotas virtuales totalmente gratis, jugar a cientos de juegos flash y otras actividades que posee para ganar Neopuntos (la moneda del juego), con la que posteriormente se pueden comprar diferentes objetos virtuales del sitio. 
Aunque algunas de las actividades de la página requieren del uso de puntos especiales llamados Neocreditos o la compra de una membresía premium, servicios a los que se accede con dinero real que no son necesarios para jugar en este sitio virtual.
La página Neopets no tiene objetivos ni misiones específicas que resolver por el usuario, excepto de actividades especiales realizadas a cargo por el personal (denominado TNT "El Equipo de Neopets" por sus siglas en inglés) como los eventos y enigmas. Son los propios jugadores los que deciden sus metas personales, tales como cambiar el color de su mascota, comprarle cierto conjunto de ropa, coleccionar objetos,coleccionar cartas, desbloquear avatares, entre otros.

## Historia y Desarrollo
Neopets fue concebido en 1997 por Adam Powell, un estudiante británico en la Universidad de Nottingham en ese momento. Compartió esta idea con Donna Williams, y los dos comenzaron a trabajar en el sitio en septiembre de 1999. Powell se encargó de la programación y la base de datos, mientras que Williams se encargó del diseño web y el arte. Su primera oficina estaba ubicada en Guildford. 
Con la ayuda de dos amigos, el sitio se lanzó el 15 de noviembre de 1999. Powell afirmó que el objetivo original era "entretener a los estudiantes universitarios y posiblemente ganar algo de dinero con la publicidad en banners". 
El sitio contenía referencias a la cultura popular, como un Neopet que era simplemente una imagen del artista Bruce Forsyth y otro que era una versión animada de la cantante Macy Gray.
La base de usuarios creció por el boca a boca y para la Navidad de 1999, Neopets registraba 600,000 vistas de páginas diarias y buscaba inversionistas para cubrir el alto costo de operar el sitio. Más tarde en el mes, el empresario estadounidense Doug Dohring se unió a los creadores del sitio y, junto con otros inversionistas, compró la mayoría de las acciones en enero del año siguiente. Neopets, Inc. fue incorporado por Dohring en febrero de 2000 y comenzó su actividad el 28 de abril. Dohring utilizó el tablero organizativo de la Cienciología para gestionar la empresa. Adam y Donna desconocían las conexiones con la Cienciología hasta que buscaron a los empleados en la recién formada compañía seis meses después, pero no abordaron esto hasta que la empresa contrató a una mujer para introducir la Cienciología en Neopets. 
Adam y Donna detuvieron la adición de cualquier educación sobre Cienciología a Neopets y se aseguraron de que dicho contenido nunca llegara a estar relacionado con el sitio.
Con la nueva empresa, se eliminaron las propiedades intelectuales que no pertenecían a Neopets, pero el sitio conservó las ortografías británicas. El sitio comenzó a generar ingresos desde los primeros clientes de pago utilizando un método de publicidad registrado como "publicidad inmersiva" y presentado como "un paso evolutivo en la práctica tradicional de colocación de productos" en televisión y cine. 
En 2004, Neopets lanzó una versión premium y comenzó a mostrar anuncios en el sitio básico que no se mostraban a los miembros premium.

### Viacom (2005–2014)
Viacom, el conglomerado estadounidense propietario de Nickelodeon, adquirió Neopets, Inc. el 20 de junio de 2005 por $160 millones y anunció planes para centrarse más en el uso de anuncios de banners en lugar de la publicidad inmersiva existente en el sitio.
Adam Powell y Donna Williams abandonaron Neopets, Inc. poco después de la compra debido a diferencias creativas. Al año siguiente, se lanzó un evento de juegos llamado "The Altador Cup" para mejorar la interactividad entre los usuarios y coincidir con la Copa Mundial de la FIFA de 2006; tuvo 10.4 millones de participantes en su primer año.
El sitio web fue rediseñado el 27 de abril de 2007 e incluyó cambios en la interfaz de usuario y la capacidad de personalizar Neopets. En junio, Viacom promocionó Neopets a través de minishows en su canal Nickelodeon. Las promociones incluyeron la segunda edición de "The Altador Cup" y llevaron a un aumento de tráfico en el sitio. 
El 17 de julio, se lanzó el NC Mall en asociación con la empresa de juegos coreana Nexon Corporation. Permitía a los usuarios usar dinero real para comprar Neocash y adquirir artículos virtuales exclusivos. 
El 17 de junio de 2008, Viacom formó el Grupo de Mundos Virtuales para Niños y Familias de Nickelodeon para "abarcar todas las iniciativas de juegos pagos y de suscripción en todas las plataformas relevantes", incluido Neopets. Para junio de 2011, Neopets anunció que el sitio había registrado 1 billón de vistas de páginas desde su creación.

### JumpStart y NetDragon (2014–2023)
JumpStart Games adquirió Neopets de Viacom en marzo de 2014. La migración de servidores comenzó en septiembre. El Neopets propiedad de JumpStart fue inmediatamente caracterizado por problemas y retrasos en el sitio. El 6 de marzo de 2015, gran parte del equipo de Neopets que quedaba de Viacom fue despedido. El entonces CEO de JumpStart, David Lord, aseguró a la comunidad que no había planes para cerrar Neopets y, en cambio, se asignaron recursos para desarrollar nuevos "eventos e historias" y abordar la estabilidad del sitio y el rendimiento general en plataformas móviles, con planes de expandirse a plataformas adicionales, incluido Facebook.
Durante el fin de semana del 27 al 28 de junio de 2015, los filtros de chat del sitio dejaron de funcionar. Los foros del sitio fueron inundados con mensajes inapropiados para la edad. En un comunicado en Facebook, JumpStart se disculpó, explicando que el problema se debió a una "mudanza de instalaciones" y que durante esa mudanza, el equipo de moderación no pudo acceder a la comunidad de Neopets.
El 3 de julio de 2017, la empresa china NetDragon adquirió JumpStart Games. El equipo de Neopets comenzó a desarrollar tramas dentro del universo nuevamente en 2017 por primera vez desde la adquisición por parte de JumpStart, con el primer evento de este tipo lanzado a finales de 2017. Con el fin del soporte para Adobe Flash en 2020, el equipo de Neopets anunció en 2019 que planeaba trasladar los elementos de Flash del sitio a HTML5 para fines de 2020. El equipo priorizó la conversión de funciones populares y algunas partes del sitio quedaron sin funcionar cuando terminó el soporte para Flash. 
El equipo de Neopets también inició el desarrollo de una versión de navegador amigable para dispositivos móviles del sitio a través de una beta abierta lanzada el 9 de junio de 2020.
El 13 de junio de 2023, JumpStart anunció que cerraría el 30 de junio.

### Metaverso
El 22 de septiembre de 2021, se anunció el proyecto Neopets Metaverse NFT en colaboración con JumpStart, Cherrypicks, Raydium y Moonvault. 
El Metaverso de Neopets presentaría un "remake" modernizado en 3D del clásico juego de Neopets donde los jugadores debían poseer Neopets NFT para jugar. 
Antes del lanzamiento oficial del metaverso, el proyecto puso a la venta 20,000 Neopets NFT, pero solo se compraron 4,225. 
Un error visual reveló que al menos una de las imágenes promocionales en el sitio web del  Metaverso de Neopets que anunciaba estos NFT fue generada utilizando el sitio de fans de Neopets Dress to Impress; la imagen fue reemplazada poco después de notarse. 
El proyecto recibió una cantidad significativa de críticas dentro de la comunidad de Neopets y fue formalmente cancelado en julio de 2023.

### World of Neopia (2023–presente)
El 17 de julio de 2023, se anunció que Neopets había sido adquirido de NetDragon a través de un acuerdo de compra liderado por el director del Metaverso de Neopets, Dominic Law,  director de Nuevos Mercados en NetDragon y Cherrypicks. 
La empresa independiente resultante, World of Neopia Inc., está compuesta por miembros de ambos equipos de Neopets y Neopets Metaverse, incluido Dominic Law como CEO. También se anunció que Neopets había recibido $4 millones en financiamiento de inversión a principios de 2023. Se dice que el financiamiento adicional del acuerdo de compra equipará a World of Neopia, Inc. para realizar "cambios significativos en busca de un renacimiento neopiano". Los cambios incluyen una renovación de la página de inicio y planes para crear una aplicación móvil.

## Curiosidades

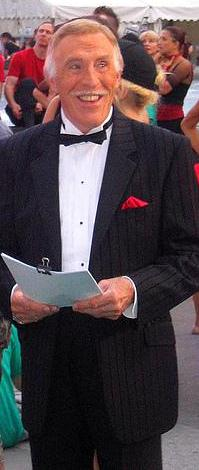
Bruce Forsyth sirvió de modelo para uno de los neopets originales.

El diseño inicial de las mascotas era muy distinto al de hoy en día, incluyendo, por ejemplo, un ojo alado llamado Fleye, a la cantante Macy Gray y al presentador de shows Bruce Forsyth.
La difusión del sitio comenzó en grupos de noticias relativos a mascotas, con tanto éxito que para Navidad de 1999 ya se contaba con 600.000 visitas diarias.
En enero de 2000, Doug Dohring compró la mayor parte de las acciones del sitio, manteniendo a Powell y a Williams en el equipo. Entre otros cambios, se eliminaron todos los elementos que pudieran acarrear problemas de copyright. Por ejemplo, Bruce adquirió su forma definitiva de pingüino, conservando solo su corbata de lazo como recuerdo del original Bruce Forsyth.
Neopets, Inc. fue formada como corporación, con identidad legal, en febrero del año 2000 y entró en operaciones en abril del mismo año.
Desde agosto de 2003 hasta la fecha, Neopets ha sido traducido a diez idiomas, incluyendo japonés, chino tradicional y simplificado, español, alemán, italiano, coreano, portugués, neerlandés y francés. Sin embargo, en enero de 2009, Neopets anunció que las versiones en italiano, japonés y coreano no volverían a ser actualizadas, aunque se mantendrían en línea.
El grupo mediático Viacom compró Neopets, Inc. el 20 de junio de 2005 por 160 millones de dólares.
Coincidiendo con el primer día de la Copa Mundial de Fútbol de 2006, Neopets lanzó la Copa de Altador, evento de juego en línea que reunió en su primera edición 10.4 millones de participantes, de acuerdo a fuentes oficiales. Desde entonces se realiza anualmente.
El sitio fue rediseñado completamente el día 27 de abril de 2007 y a esta nueva versión se le llama Neopets 2.0. Además del cambio visual, se recodificó, se crearon enlaces y se modificaron las mascotas para que fuera posible personalizarlas.
El 17 de julio del 2007 se lanzó el Centro de NC (NC mall en la versión en inglés del sitio),
fruto del convenio con la compañía coreana de videojuegos Nexon Corporation.
Al día siguiente, Viacom anunció en su sitio web que a finales del año 2008, cambiaría el nombre de la compañía Neopets a NeoStudios.
El 17 de marzo de 2014 se anunció en la sección de noticias de Neopets que Jumpstart adquirió el sitio por una cantidad no especificada.
Neopets se extiende más allá de la red con videojuegos para Nintendo DS, PlayStation 2, Wii, PlayStation Portable, un juego de cartas intercambiables, ropa y otra gran variedad de merchandising.

## Sistema de juego
Neopets es un sitio web gratuito de mascotas virtuales donde los usuarios, después de registrar una cuenta, pueden crear o adoptar entre uno a cinco neopets -o seis si se tiene una cuenta premium-, eligiendo entre las 55 especies existentes. Después de creada, el usuario puede cuidar a su mascota alimentándola, jugando con ella, dándole medicinas, leyéndole libros o entrenándola.
Además de las acciones relacionadas directamente con la mascota, el jugador puede explorar el mundo de Neopia, ganar y gastar neopuntos —la moneda oficial de Neopia—, comprar o coleccionar objetos virtuales, jugar minijuegos, participar en concursos e interactuar con otros usuarios por medio del correo electrónico propio del sitio, llamado "neomail", o en los foros de conversación.

### Neopet
Cada neopet tiene un nombre único, dado por el usuario al momento de crearlo y que no puede ser cambiado posteriormente. Además, cada individuo tiene las siguientes características que pueden ser modificadas durante el juego: especie, color, género, nivel, salud, estado de ánimo, hambre, fuerza, movimiento, resistencia e inteligencia. Hasta junio de 2007, todas las mascotas con la misma especie y color eran idénticas entre sí, sin embargo, a partir de la versión 2.0 del sitio, es posible personalizarlas usando ropa, fondos y objetos que se añaden a una ilustración base.
Las tres especies más creadas son el Shoyru, el Kacheek y el Kougra; sumando más del 17% de todas las especies creadas.
Se le puede dar al neopet su propia mascota virtual, llamada petpet, que a su vez tiene especie y color distintivos. Neopets ha lanzado más de 400 especies de petpets.
A su vez, a cada petpet puede dársele una mascota adicional pequeña (en su mayoría con aspecto de insecto) llamada petpetpet (o también p3).

### Monedas de Neopia
El Neopunto (comúnmente abreviado como NP) es la moneda oficial de Neopets, usada para el comercio interno del sitio. Se gana principalmente jugando en la Sala de Juegos del sitio web, aunque algunos eventos aleatorios o especiales tales como el Calendario de Adviento también los entregan.
Además existe el doblón, moneda de uso exclusivo en la Isla de Krawk, una de las regiones del mundo de Neopia. La diferencia entre el doblón y el Neopunto es que el doblón es un objeto comprado con Neopuntos, mientras que el Neopunto no puede ser comprado, al contrario, es usado para comprar.
El Neocrédito (abreviado como NC), en cambio, se obtiene solo mediante previo pago, en línea por PayPal, American Express, MasterCard y/o Visa; o bien, comprando tarjetas denominadas: "Tarjetas de Neocréditos", "Nickelodeon Game Cards", "Tarjeta de Juego" o "Gift Card" dependiendo el país donde se compre la misma. Estas tarjetas se encuentran a la venta en diferentes tiendas de Estados Unidos, Canadá, Reino Unido, México, Australia, Nueva Zelanda y Brasil. Aún no se pueden comprar en otros países.
El Neocrédito permite comprar objetos aptos para usar de todo tipo para vestir a tus Neopets. También, a diferencia de los objetos aptos para usar (también abreviados ApU) de Neopuntos, los de Neocréditos suelen tener una animación. Existe también una tienda en el Centro de NC dedicada a los Neohogares. Normalmente los eventos del sitio contienen un evento de NC, aunque también existen eventos exclusivos para los compradores de la moneda. Recientemente se han agregado otras funciones al Centro de NC, como la compra de "galletas" para desbloquear funciones extras en el sitio.
Con el paso del tiempo han existido muchas quejas respecto a los Neocréditos, tanto de parte de usuarios que no pueden conseguirlos por distintas cuestiones, o por personas que viven en lugar en los que pueden comprarlos. Esto es debido al increíble aumento de cosas relacionadas con los NC desde 2009, haciendo así que las cosas que son accesibles a todo público, sean increíblemente desvaloradas. Aunque en el sitio se lancen novedades, juegos y eventos gratuitos casi a diario.

### Juegos
Neopets tiene miles de juegos y está constantemente lanzando nuevos o actualizando los antiguos. Se clasifican en diversas categorías, algunos están patrocinados y están programados en Flash, Shockwave o PHP. Se desarrollaron también juegos en 3D, que requerían un plug in del paquete Virtools llamado 3D Life Player.
En todos los juegos (con algunas excepciones), el jugador solo puede enviar el puntaje obtenido tres veces al día, ganando hasta un máximo de mil neopuntos por puntuación. El sitio mantiene un registro de los mejores puntajes enviados durante cada mes y le otorga un trofeo a los diecisiete más altos. Por otra parte, los usuarios pueden competir entre sí lanzándose desafíos o participando en las competencias mundiales.

### Neoforos y Neomail
Los jugadores pueden comunicarse entre sí usando los neoforos, los cuales están divididos en diversas temáticas. Los foros son llamados por los usuarios por su nombre o su número (el número que se encuentra al final de su URL). Esta es la lista de los Neoforos existentes:
- El foro oficial del personal de Neopets (40)
- Anuncios de tiendas (11)
- Asociaciones (8)
- Avatares/Neofirmas (21)
- Ayuda (5)
- Búsqueda de Llaves (35)
- Búsquedas (9)
- Centro de NC (31) (únicamente disponible para quienes residen en países con acceso al Centro de NC)
- Centro de adopción (34)
- Clubs de fanes (1)
- Concurso de belleza (13)
- Consejos para la Bolsa (12)
- Duelódromo (10)
- Escritores Neopianos (3)
- Estrellas y Galerías (22)
- Ideas/Sugerencias (2)
- Intercambio/Subastas (6)
- Juegos (23)
- Neohogares (32)
- Novatos (4)
- Personalización (25)
- Mundo de gelatina (18) (este se considera un "foro secreto" y no aparece en la lista de Neoforos)
- Foro de eventos (7 o 38)

Además, existen Neoforos a los que solo usuarios que contraten el servicio Premium pueden acceder. Estos son:
- Sede Principal (26)
- Ayuda y Novatos (28)
- Estrellas y Juegos (29)
- Miembros premium (30)

También, si se pone la página en inglés se pueden ver Neoforos adicionales, algunos de ellos antes existieron también en español, pero fueron removidos. Estos son:
- Evil Things and Monster Sightings (17)
- Merchandise (24)
- NeoQuest + NeoQuest II (16)
- Neopets Trading Card Game (20)
- Other Worlds (15)
- Petpet Park (37)
- Role Playing (14)
- Virtupets (19)
- Neopets Treasure Keepers (x)

Y existe un foro adicional al que ningún usuario puede tener acceso, se cree que únicamente se usa por los miembros del personal de Neopets:
- Foro de administración de calamidades (27)

X = número por definir
Además existe el neomail, que es el sistema de correo interno del sitio. Pueden acceder a ambos servicios solo mayores de trece años por las reglas impuestas en COPPA.
El jugador puede tener un avatar, imagen distintiva en los foros o en el correo.

### Neovisión
Neovisión fue un lugar donde los usuarios podían compartir videos relacionados con Neopets, sin embargo, fue eliminado el 14 de octubre de 2009. En la barra de navegación del sitio fue sustituida por "Personalización".

### Avatares
Una parte importante del juego son las grandes y diferentes colecciones de cosas que existen, una de ellas es el Avatar, una pequeña imagen que puede ser vista desde tu información de usuario y en los foros, junto a lo que escribes. Actualmente existen más de 340 de estos Avys (Abreviación popular de Avatares) de los cuales unos 335 o un poco más pueden ser conseguidos, ya que algunos se han retirado para siempre por haber sido parte de un evento que terminó.
En la página se toma mucha importancia a la cantidad de Avys que un usuario tiene, ya que demuestra el interés que toma esa persona a su usuario y se convierte en una persona "confiable" para que le presten objetos o cosas de gran valor que sirven para el duelódromo o bien, para conseguir otros avys.

### Tiendas y Galerías
En toda Neopia hay actividades, juegos y eventos aleatorios que pueden hacer que el jugador obtenga diversos objetos. Estos pueden ser colocados en su propia tienda al precio estándar del objeto (consultado en el Asistente de la tienda escribiendo el nombre del objeto) para que otro usuario que lo requiera lo compre. Se puede modificar el comerciante de la tienda y su saludo, el diseño y el tamaño. Sin embargo, solo se puede poner como precio máximo a un objeto 999,999 NP. Si se desea colocar un objeto con precio mayor a 1,000,000, se deberá poner el objeto en el Quiosco de Trueque o en las subastas.
Ya que existen una gran cantidad de objetos en Neopia, existe la posibilidad de crear una galería, donde se pueden poner los objetos que se deseen para que otros usuarios puedan verlos. A diferencia de la tienda, no se pueden comprar los objetos expuestos aquí, pero si se puede modificar el diseño y el tamaño. Neopets ha organizado un concurso en el que las mejores galerías de objetos se califican y se obtiene un ganador semanal, se tiene en cuenta el tema elegido y la cantidad de objetos que se tienen sobre ese tema, además del diseño de la galería.

### Quiosco de trueque y Subastas
El quiosco de trueque (ubicado en la Isla del Misterio) es un lugar donde se pueden intercambiar objetos por otros objetos y Neopuntos. Al crear un lote se colocan los objetos que van a ser cambiados. En un lote se pueden colocar un máximo de 10 objetos. El usuario que desea obtenerlos, oferta otros objetos y/o Neopuntos. Se acepta una cantidad máxima de 2.000.000nps en las transacciones del quiosco. El creador del lote decide si acepta o rechaza esta oferta. Un usuario puede tener creados al mismo tiempo hasta 10 lotes. El 9 de julio de 2010 en las noticias fue anunciado un cambio secreto en el sitio para usuarios leales, esto se trata de que los usuarios que llevan registrados en el sitio más de 3 años pueden tener hasta 15 lotes al mismo tiempo.
La casa de subastas (ubicada en Neopia Central) permite al usuario poner un objeto a subastar. El usuario elige el precio inicial de la subasta, el valor mínimo para cada oferta y el tiempo de duración de esta. Otros usuarios pueden ofertar Neopuntos durante la subasta y al finalizar el tiempo establecido, el que haya hecho la última oferta gana el objeto. Los demás subastadores obtienen sus Neopuntos de vuelta. Es importante mencionar que en las subastas, a diferencia de las tiendas y el quiosco de trueque, se puede ofertar cualquier cantidad de Neopuntos.

## Regiones
En Neopia hay muchos lugares, aquí hay una lista de ellos (ordenados alfabéticamente):
- Altador: Un mundo parecido a la antigua Roma y la Grecia clásica, estuvo inexplorado por años hasta que se descubrió un portal en el País de las Hadas, se puede buscar armas y comida antigua allí, además en esta región se puede hacer el Plot de Altador (evento con el que se descubrió Altador), activo desde el 2006. Además, es aquí donde se realiza el evento más popular de Neopets, "La Copa Altador",

- Bosque Encantado: Un bosque tenebroso donde viven temibles criaturas como el Esophagor o el Árbol del Cerebro, también está el parque de atracciones abandonado, donde hay muebles, comida asquerosa y muchas cosas más. Aquí yace también Neovia, un pueblo que fue abandonado el cual, luego del plot "Una historia trágica", vuelve a ser utilizado como ciudad principal del bosque. Para llegar allí tienes que ir al bosque encantado y de ahí al campamento gitano. sigues el camino por la orilla del campamento y llegas a Neovia. Puedes visitar la panadera, o el centro de antigüedades. Neovia está basado ligeramente en la Inglaterra victoriana.

- Brightvale: 50 km al oeste de Meridell está una tierra de conocimientos, inteligencia y arte. Brightvale, es la ciudad del conocimiento en Neopia. Gobernado por el rey Hagan, el más sabio y justo rey que ha existido en Neopia, muy contrario a su hermano, Skarl, rey de la desordenada Meridell. Como conmemoración de su descubrimiento, el 11 de agosto de cada año se celebra en Neopets "El Descubrimiento de Brightvale".

- Ciudadela Darigan: Era una ciudadela normal hasta que Meridell robó la orbe mágica. Ahora es una ciudadela flotante, que luego de dos guerras contra Meridell, está en tregua, al menos por ahora. Antes y durante la primera guerra era liderada por Lord Darigan, hasta el final de la segunda guerra por Lord Kass (antigua mano derecha de Darigan) y desde el final de la guerra, Darigan, ahora redimido, volvió a liderar la ciudadela.

- Desierto Perdido: No está tan perdido, pero era un área desconocida hasta que Brucey B la encontró por casualidad, tiene pirámides y dos grandes ciudades; Sakmhet y Qasala.

- Estación Espacial Virtupets: Según su descripción es la n.º 4, fue construida por el Dr. Sloth para conquistar Neopia pero ahora es un centro turístico. Ahora fue remodelada y se encuentra dividida en tres partes.

- Lago Kiko (Mini-mundo): En realidad es un lago en el cráter de un volcán inactivo, allí viven los Kikos y si quieres puedes dar un tour y ver la ciudad sumergida con el Bote de Piso de Cristal.

- Isla Krawk: Hasta hace poco eran un montón de islas pequeñas pobladas por piratas, el área perfecta donde gastar doblones (la moneda oficial de la región). Luego, los islotes fueron atacados por una bestia con tentáculos y solo se podía apreciar un pedazo de tierra. Sobre el mismo, se encontraba una choza que, al entrar en ella, se podía acceder a una búsqueda de pedazos de las Islas en un mapa. Actualmente, la Isla fue restaurada y remodelada.

- Isla de Lutari: Es una isla misteriosa que jamás se encuentra en el mismo lugar (según dicen, pero siempre está en la misma ubicación en el mapa). Una isla misteriosa flota en los océanos de Neopia. Nunca está en el mismo lugar dos veces, lo cual la hace difícil de encontrar, y aún más misteriosa. Esta isla es el hogar de los Lutaris, y es un paraíso de plumas brillantes y piscinas misteriosas. Anteriormente podías entrar desde un celular mediante Neopets Mobile, pero este servicio fue cancelado. Hace poco la descripción de la isla fue cambiada y ahora aparece ¡La misteriosa Isla Lutari está siendo atacada por una tormenta terrible! Debido a los remolinos, corrientes de agua y los rayos, se ha prohibido la entrada de cualquier Neopet a la isla. Se piensa que se agregó eso porque ya no hay cómo acceder. En la edición del Diario de Neopia del 25 de noviembre del 2009 el personal de Neopets dijo que es probable que pronto habrá un evento relacionado con esta isla hace alguno años algunos teléfonos celulares incluyeron un juego de neopets, en él creabas uno, pero solo podías estar en esta isla.[16]

- Isla del Misterio: Su nombre proviene de que la jungla espesa está inexplorada. Es una isla paradisíaca que tiene una tenebrosa ciudad abandonada; la Ciudad Perdida de Geraptiku. En este "mini-mundo" esta la tumba abandonada en la que se puede encontrar el tesoro, perder salud, que un monstruo aparezca (aunque no ataca a tu Neopet, ni nada, solo aparece) o que alguien te haya ganado de mano encuentre el tesoro antes que tu.

- Isla Roo (Mini-mundo): Una isla habitada por Blumaroos, juega al Tiro los dados, compra muebles y ten cuidado con el Conde Von Roo...

- Kreludor: La luna de Neopia. Su atmósfera no baja de ser 80% parecida a Neopia y está habitada por una colonia de Grundos naranja. Parece que hay una operación minera allí a la cual solo se accedía con un código especial. Pero esto solo fue utilizado para un plot. Ahora es parte de la cultura kreludana.

- Maraqua: Originalmente era una ciudad submarina destruida por piratas. Ahora, reconstruida,  es una ciudad submarina fabricada con maractita -la sustancia más fuerte de la tierra neopiana-. Visita el restaurante Kelp, el restaurante más exclusivo y exigente de Neopia, y las ruinas de la antigua construcción.

- Meridell: Un mundo medieval que está bajo el gobierno del desordenado rey Skarl, su principal fuente de ingresos es la agricultura. El sitio cuenta también con un vertedero de basura. Siempre ha sido considerada el "país del desorden" pues el rey Skarl, la ha vuelto un reino indisciplinado, y más con sus organizados e inteligentes vecinos de Brightvale. Si te gustan las hadas visita a Illusen y cumple su búsqueda. Como acontecimiento por su descubrimiento, el 30 de julio de cada año se celebra "El Descubrimiento de Meridell".

- Moltara: La tierra más reciententemente descubierta en noviembre del 2009. Descubierta por el explorador Roxton A. Colchester III, su asistente Jordi y la sabia Clara, en esta tierra subterránea podemos encontrar mecanismos engranizados y lava y su calor como recursos principales. Está dividida en dos partes. La primera es una ciudad -al parecer, que forma parte de un estado del país que parece ser el archipiélago donde se encuentra la tierra- donde se concentra la mayor parte de la actividad. La segunda es una cueva donde habitan unos nativos que parecen descubrir el color magma -ya que están compuestos por el mismo-. Sus principales jefes son el alcalde de la ciudad e Igneot, el sabio de las cuevas.

- Montaña del Terror: En realidad está compuesta por 3 "sub-mundos"; el Valle Feliz, las Cuevas de Hielo y la Cima de la Montaña. Durante diciembre se podrá visitar el calendario de Adviento, que te dará regalos.

- Mundo de Gelatina: el Mundo de Gelatina es una región de la que TNT niega de su existencia, que no se encuentra en el mapa de Neopia. Su descripcián actual es: "En un rincón muy lejano de Neopia, existe una extraña ciudad construida toda ella de gelatina de naranja. Nadie sabe cómo llegó hasta allí, quizá por un hechizo mágico que salió mal o tal vez fuera un encargo de algún billonario Neopiano excéntrico y goloso, ¡quién sabe!...Durante tu estancia, ¡procura no comerte los edificios!". Existen rumores de que hubo un mini plot que involucró a esta región. Aunque TNT niegue completamente su existencia puedes entrar a este lugar secreto aquí.

- Neopia Central: El Centro de Neopia, no es necesariamente el centro del planeta pero se encuentran los artículos básicos del juego. Hay tiendas de comida, de ropa y de mascotas.

- País de las Hadas: Está encima de un cráter en la superficie de Neopia donde una gigantesca nube cubre decenas de millas en cada dirección, está habitada principalmente por hadas. En el corriente año fue actualizada y mejorada. ¡Hay carreras de Poogles cada 15 minutos! Una vez que cumples cuatro meses puedes acceder a la Torre Oculta. Todo esto cambió, en el Plot: La perdicíon de las Hadas, el cual estuvo entre 1 y 2 meses sin acceso al País de las Hadas porque todas se habían hecho piedra. Ahora el país se encuentra en un bosque o región plana.

- Shenkuu: Fue descubierto luego de que la tripulación de un barco mercante tuviese un contratiempo en alta mar, es de estilo oriental. Visita el templo de la luna y gana premios. Es una representación a China/Japón en su era feudal.

- Tyrannia: La región prehistórica de Neopia, fue descubierta accidentalmente mientras se exploraba una cueva formada por un terremoto en las Cuevas de Hielo.

### Neopia Central y su apariencia
Originalmente mostrada como una ciudad moderna, ahora se sabe que se divide en dos partes:
- Antigua: Con la calle Mayor, la Plaza y el Bazar, también el mercado y quizá los vecindarios.
- Moderna: Tiene la Bolsa y edificios de empresas, también hay un supermercado en donde se puede comprar ahí con la página en inglés (esta parte se le es agregado normalmente algunas atracciones, cuando Neopets tiene algún evento). Ahora también se puede apreciar el centro de NC como edificio.

## Eventos
El personal del sitio denominado "TNT" realiza periódicamente actividades y eventos para mantener el sitio actualizado, desde historias donde personajes neopianos son protagonistas de grandes aventuras como los enigmas "La Perdición de las Hadas" o "Una Historia Trágica", en los cuales los usuarios son premiados dependiendo de su esfuerzo con trofeos y premios importantes; pasando por la Copa Altador, celebración anual donde todas las tierras de Neopia se enfrentan en el famoso juego de Altador: el "Yooyuball", hasta el "Calendario de Adviento", evento anual que se celebra durante todo el mes de diciembre, donde diariamente los usuarios reciben regalos y una animación navideña de Neopia. Neopets se caracteriza por ser un sitio con novedades continuas.

## 2007 y la nueva apariencia de la página
El 25 de abril de 2007 Neopets anunció una novedad para el día siguiente, el 26 se descubrió que la novedad era que todo el sitio había cambiado su apariencia (excepto los juegos y algunas características). Según el equipo de Neopets, este cambio se ha hecho para facilitar la navegación por la página y "para salir de los 90s". La nueva apariencia incluye una pregunta diaria (con premios en Neopuntos y pocas veces objetos) y además, la característica de vestir Neopets.
Esta característica estuvo en versión Beta desde el 19 de ese mes hasta el 24, donde los jugadores que participaban probaban el nuevo sistema, al ver las opiniones, fue incluido en las mejoras llegando al punto que todas las especies fueron rediseñadas. Como se necesita comprar una ropa específica para vestir a las mascotas, es claro que el precio de la ropa subió. Para saber que ropa se puede usar se debe ver en el inventario si el objeto dice "(apto para usar)".

## El Diario de Neopia
Este es el diario digital que posee Neopets. Su primer número en castellano fue publicado el 7 de abril de 2006. Actualmente es lanzado mensualmente, aunque en inglés siga saliendo semanalmente.
Este diario contiene obras de distinta clase, escritas todas por los usuarios de Neopets. Todas deben tratar sobre los neopets, ya sea usándolos como personajes o hablando sobre algo que se encuentre en la página. El diario se divide en diferentes partes:
- Editorial: El usuario puede enviar dudas sobre la página, que TNT responde y publica.
- Historietas: Dibujos que narran una historia o algún suceso que tenga que ver con Neopets.
- Cuento Corto: Historia con un mínimo de 1200 palabras y un máximo de 4000.
- Serie: Historia separada en secciones. Puede tener entre dos y ocho secciones, cada una con un mínimo de 1500 palabras y un máximo de 50000.
- Artículo: Un artículo con un mínimo de 1000 palabras y un máximo de 50000, que habla sobre algún tema de interés.

Los temas son seleccionados por TNT, escogiendo los mejores.
Cada vez que un usuario es publicado, se agrega a su información de usuario un flamante trofeo. Al llegar a las 10 publicaciones gana un avatar muy raro.